# Lyndsey Leask
Lyndsey Alison Leask (4 de octubre de 1935-2 de diciembre de 2021) fue una jugadora, entrenadora y administradora de softbol de Nueva Zelanda. Fue gerente del equipo femenino de Nueva Zelanda en dos campeonatos mundiales, en 1978 y 1982, y fue la primera mujer en servir como presidenta de la Asociación de Softbol de Nueva Zelanda (ahora Softbol de Nueva Zelanda), de 1993 a 1997.

## Biografía
Leask nació el 4 de octubre de 1935, y se educó en Papanui High School en Christchurch.
Representó a Canterbury en el softbol como jardinera y fue miembro del equipo del club Monowai que ganó siete títulos nacionales entre 1959 y 1968. Más tarde se convirtió en entrenadora del equipo de Canterbury, ganando el título provincial nacional en 1982. Siendo profesora de la escuela secundaria Burnside en Christchurch, fundó el club de softbol Burnside con Gavin Britt en 1972.
En 1968, fue elegida miembro del consejo de la Asociación de Softbol de Nueva Zelanda (NZSA), y se convirtió en vicepresidenta en 1983. Después de 10 años en ese cargo, se convirtió en presidenta de la NZSA en 1993, la primera mujer en ocupar ese cargo. Cuando la NZSA fue reestructurada como Softbol de Nueva Zelanda (SNZ), con una junta encabezada por un presidente, en 1996, Leask permaneció como presidenta ceremonial hasta que sirvió como patrón de SNZ de 1997 a 2001.
Tuvo su primera participación en la gestión del equipo nacional de softbol femenino de Nueva Zelanda en 1973, cuando era la oficial de publicidad del equipo. Al año siguiente, fue la subdirectora del equipo en el Campeonato Mundial Femenino ISF de 1974, y se convirtió en la directora del equipo en 1977. Fue mánager del equipo en dos Campeonatos Mundiales Femeninos ISF: en 1978 donde terminaron terceros; y en 1982 donde ganó el torneo. Fue delegada de Nueva Zelanda en el congreso de la Federación Internacional de Softbol en cinco ocasiones y fue miembro del comité técnico del torneo inaugural de softbol olímpico en Atlanta en 1996.
En el Queen's Birthday Honors de 1986, recibió la Medalla Queen's Service por su servicio comunitario. En 1999, fue elegida para el Salón de la Fama de la Federación Internacional de Softbol, y en 2016, fue incluida en el Salón de la Fama del Softbol de Nueva Zelanda.
Leask murió el 2 de diciembre de 2021.